# 真打ち競演
『真打ち競演』（しんうちきょうえん）は、NHKラジオ第1放送で1978年11月26日から放送している演芸番組である。NHKワールド・ラジオ日本でも海外に向けて放送中。
同年11月23日の国際電気通信連合の取り決めによるAMラジオ周波数変更に伴う番組改編により、始まった番組である。2011年度より2017年度は、毎月最終週に同放送時間において『キャンパス寄席』が放送されていた。
2021年6月から不定期で「思い出の名師匠」と銘打ち、故人の思い出を弟子が語る回を放送している。
番組編成により、休止または放送曜日や放送時間が変動することがある。

## 放送時間
現在
- 毎週土曜日 13:05 - 13:55（2022年4月9日より）[1]
  - 2019年度～2024年度までより毎月最終週に同放送時間で『NEXT名人寄席』を放送していた。[2]。
  - 2017年度までは毎月最終週に同放送時間で『キャンパス寄席』を放送していた。
  - 春・夏の高校野球開催時期の生中継放送やその他番組編成事情により、数週間の放送休止期間がある。

過去
- 1978年11月26日 - 1998年3月22日 日曜日 22:15 - 23:00（翌週の日曜日14:15に再放送）
- 1998年4月12日 - 2000年3月26日 日曜日 19:15 - 20:00
- 2000年4月2日 - 2003年3月30日 日曜日 20:05 - 20:55
- 2003年4月5日 - 2005年3月26日 土曜日 21:05 - 21:55
- 2005年3月29日 - 2008年3月25日 火曜日 21:05 - 21:55
- 2008年3月31日 - 2011年3月7日 月曜日 21:05 - 21:55（東日本大震災に伴う非常報道体制により、3月14日以降、3月末まで放送中止）
- 2011年4月2日 - 2012年3月31日 土曜日 20:05 - 20:55（毎月最終週は、同放送時間で『キャンパス寄席』を放送）
- 2012年4月7日-2022年4月2日　土曜日　10：05-10：55

## 概要
- その名が示すとおり、落語、漫才、漫談を基本要素として構成、その道の芸を極めた真打が毎週3組出演し、珠玉の話芸を披露する公開演芸番組。出演はすべて東京の芸人であり、上方の「真打」はほぼ出演しない[3]。1980年代まではイイノホールでの東京落語会の高座から落語を2席放送する回もあった。2016年からは落語協会・落語芸術協会・漫才協会に所属しない比較的若手の色物の芸人も度々出演している。
- 全国各地を巡回して収録する公開番組で、1つの収録場所で2回分の収録をする。上方演芸会との兼ね合いからか近畿地方での収録は少ない。また、年に数回、東京都渋谷区のNHK放送センター・CR505スタジオでも収録している。
- 収録場所地域の、「市制、町制の○周年記念」や「市町村の合併」、「収録する会場の竣工記念」等の記念事業として各地域と、その地域のNHK放送局の共催で行われることが多い。
- 基本的に出演者等は収録場所へ当日入りし、多くの場合はその日の夕方から収録に臨むが、収録場所への交通事情から収録前日に乗り込む場合もある[4]。
- 地方収録には二ツ目が同行する場合があるが、原則放送されない。二ツ目の高座やカットされた真打のまくらなどの一部が「小痴楽の楽屋ぞめき」で放送されることがある。
- 司会進行は公開収録する地域のNHK放送局アナウンサーが務める。
- NHK放送センターでの収録時は、中江陽三（元NHKアナウンサー）が長らく担当した。2016年からはNHK放送センター所属のアナウンサーが司会を務めている[5]。
- 2022年現在、制作統括は河合千尋（女性）。東京・両国生まれ。2014年から番組に携わり、2019年から現職[6]。
- 各放送局のアナウンサーは、オープニングに収録地の特徴など（人口、特産品や産業など）を紹介する程度で淡々と進行する。東京局で収録する場合は、司会者が芸人に事前インタビューを行い、そこから聞き出したエピソードをオープニングで紹介している。
- 公開収録の観覧希望の募集は、収録担当のNHK放送局や収録場所地域の市区町村等での募集はされているが、東京のNHK放送センターでの収録については公表されていない[7]。
- 時折、番組収録をした地域（都道府県）限定で、NHK総合テレビに於いて『真打ち競演』として、テレビ収録したものを放送することがある。衛星第2放送（現BSプレミアム）でも放送実績がある。
- 2020年度（2020年4月初めから2021年3月末まで）はすべて金曜日に公開収録が行われたが、新型コロナウイルス感染の拡大防止のため、多くの開催が中止された[8]。

## 構成

### 通常回
- オープニング
  - 番組タイトルコール、オープニング挨拶、収録場所会場名紹介、出演者の紹介、その後、収録場所の地域の紹介（地域の人口、地域の特徴、特産物等の紹介等）[9]。
  - 東京NHK放送センター・CR505スタジオでの収録分では、地域の紹介の代わりに、出演者のプロフィールや収録前にインタビューした近況を、時折笑いを交えながら紹介する。
- 1組目：色物（漫才、コント）（稀に、楽器を使った演者（ボーイズ物・歌謡漫才等）、または落語）
- 2組目：色物（漫談、物真似、等）
- 3組目：落語
  - それぞれの演目前に、司会が演者・演目名の紹介をする。出囃子がなりはじめてから「＊＊さんの「＊＊＊（演目名）」です、＊＊さん、どうぞ」とアナウンスする（演目後にも、「＊＊さんでした」とアナウンスする）。
- エンディング
  - 収録場所会場名、出演者名・演目紹介、収録担当NHK放送局名・司会進行を担当したアナウンサー名、エンディング挨拶[10]

東京NHK放送センターでの収録時には、1組目が楽器のセッティングの関係でボーイズ物（歌謡漫才）等になる場合も多い。3組目は必ず落語となる。落語を二席放送する事もある（1組目、3組目）。
出囃子については曲が固定されており、どの芸人であっても毎週同じ曲が使われていた。たとえば3組目は噺家固有の出囃子ではなく、必ず東京音頭が使われていたが、2021年4月の放送から、噺家固有の出囃子が演奏される場合がある。

### ＮEXT名人寄席
2019年度より2024年度まで毎月最終週に同放送時間において、若手芸人による『NEXT名人寄席』を放送していた。NEXT名人寄席のナビゲーターは長井短（2021年4月 ‐ 終了まで）。オープニングテーマはシャルル・アズナヴール「希望に満ちて（Je m'voyais déjà）」。番組冒頭には柳家小三治のコメントが流れていた（2019年4月～2022年）。出演者の登場の前には師匠や先輩の応援コメントが流れることが多く、出演者もそれを観客とともに聞いた後に高座に上がる。基本的にスタジオ収録であったが、2022年より公開収録も行われるようになった。なお公開収録の際には長井は参加せず、スタジオから録音にコメントを入れる形となる。2025年2月22日の回をもって終了。

### 思い出の名師匠
2021年6月から、故人の音源を再生、その弟子が思い出を語る企画『思い出の名師匠』が不定期で放送されている。聞き手は佐藤友美（東京）、小佐田定雄（大阪）。タイトルコールに続くテーマ曲は「日曜はダメよ」。
| 放送日         | 紹介された落語家                | 放送された演目                                       | 出演者                              |
| -------------- | ------------------------------- | ---------------------------------------------------- | ----------------------------------- |
| 2021年6月6日   | 入船亭扇橋（9代目）             | 蕎麦の隠居、穴どろ                                   | 入船亭扇遊                          |
| 2021年9月11日  | 春風亭柳昇・柳家小さん（5代目） | 雑俳（柳昇）、道具屋（小さん）                       | 春風亭昇太・柳亭市馬                |
| 2021年9月18日  | 春風亭柳昇・柳家小さん（5代目） | カラオケ病院（柳昇）、禁酒番屋（小さん）             | 春風亭昇太・柳亭市馬                |
| 2021年11月6日  | 立川談志（7代目）               | 大工調べ、黄金餅                                     | 立川志の輔                          |
| 2021年11月13日 | 立川談志（7代目）               | 田能久、禁煙指南（新作）、やかん                     | 立川志の輔                          |
| 2022年9月10日  | 金原亭馬生（10代目）            | 笠碁、目黒のさんま、長屋の花見（部分）               | 五街道雲助                          |
| 2023年9月30日  | 三遊亭円楽（6代目）             | 法事の茶、明烏、大喜利音源                           | 三遊亭王楽                          |
| 2024年1月20日  | 桂文治（10代目）                | 親子酒、女給の文                                     | 柳家蝠丸（2代目）・桂伸治（3代目）  |
| 2024年8月31日  | 古今亭志ん橋（6代目）           | 居酒屋、転宅                                         | 古今亭志ん五（2代目）、古今亭志ん松 |
| 2024年10月12日 | 古今亭圓菊（2代目）             | 火焔太鼓、唐茄子屋政談                               | 古今亭菊春、古今亭圓菊（3代目）     |
| 2025年4月19日  | 桂枝雀                          | 青菜、恨み酒（作・織田正吉）                         | 桂南光                              |
| 2025年8月2日   | 桂米丸（4代目）                 | 宝石病、夢のビデオ、インタビュー（聴き手：山際淳司） | 桂米助                              |

### ナイツ プレゼンツ「真打ち競演 名演集」
ナイツのナビゲートにより、過去の「真打ち競演」に出演した色物芸人（漫才・コント・漫談など）の音源を紹介する。冒頭ではスタジオでのナイツの漫才風の掛け合いも流れる。オープニングはナイツの出囃子「ホームラン・ブギ」。
| 放送日        | 紹介された芸人                                                         |
| ------------- | ---------------------------------------------------------------------- |
| 2023年1月6日  | 青空球児・好児、昭和のいる・こいる、春日三球・照代、新山ひでや・やすこ |
| 2023年1月13日 | 内海桂子、ケーシー高峰、Ｗエース、ホームラン                           |

### 思い出の名演集
通常の真打ち競演と同じオープニング・エンディング形式で、かつて地方収録した音源を地域ごとに紹介する。
| 放送日        | 紹介された芸人                                         | 地域   | 司会アナウンサー   |
| ------------- | ------------------------------------------------------ | ------ | ------------------ |
| 2025年6月14日 | Ｗけんじ、ケーシー高峰、あした順子・ひろし、春風亭柳昇 | 山梨県 | 小田切千（甲府局） |

### その他・特別編成等
- 2012年度より土曜午前、2022年度より土曜午後の放送となり、高校野球やその他特別番組の放送により休止期間が大幅に増加した。
- 2021年7・8月は、東京オリンピック・パラリンピックのため休止。
- 2021年10月30日は「真打ち競演～ありがとう小三治さん～」（聞き手：中川緑、ゲスト：広瀬和生）を放送。
- 2022年9月17日は「真打ち競演～三遊亭金翁さんをしのんで～」（案内：森花子）を放送。
- 2023年9月17日は、「真打ち競演～古今亭志ん生没後50年～」と題し、「カラーで蘇る古今亭志ん生（Eテレ）」を上映・収録したSKIPシティでの公開収録となった。出演は「カラーで～」に出演した五街道雲助・古今亭文菊、案内は牛田茉友。
- 2024年9月14日に放送予定だった秋田県北秋田市文化会館での収録回は、当日行われた自民党総裁選公開討論会の生中継のため急きょ中止となり10月5日（土）13:05～13:55の放送となった。その翌週の9月21日放送予定分も、能登半島の豪雨ニュースのため続けて中止となって10月6日（日）14:05～14:55の放送となっている。